# 레이그산지생쥐
레이그산지생쥐(Aepeomys reigi)는 비단털쥐과에 속하는 설치류이다. 베네수엘라에서만 발견된다. 학명은 아르헨티나 생물학자 레이그(Osvaldo Reig)의 이름에서 유래했다.